# Sopa de fitas
A designação sopa de fitas, oriunda de Macau,  refere-se a diversas sopas confeccionadas com massas chinesas.

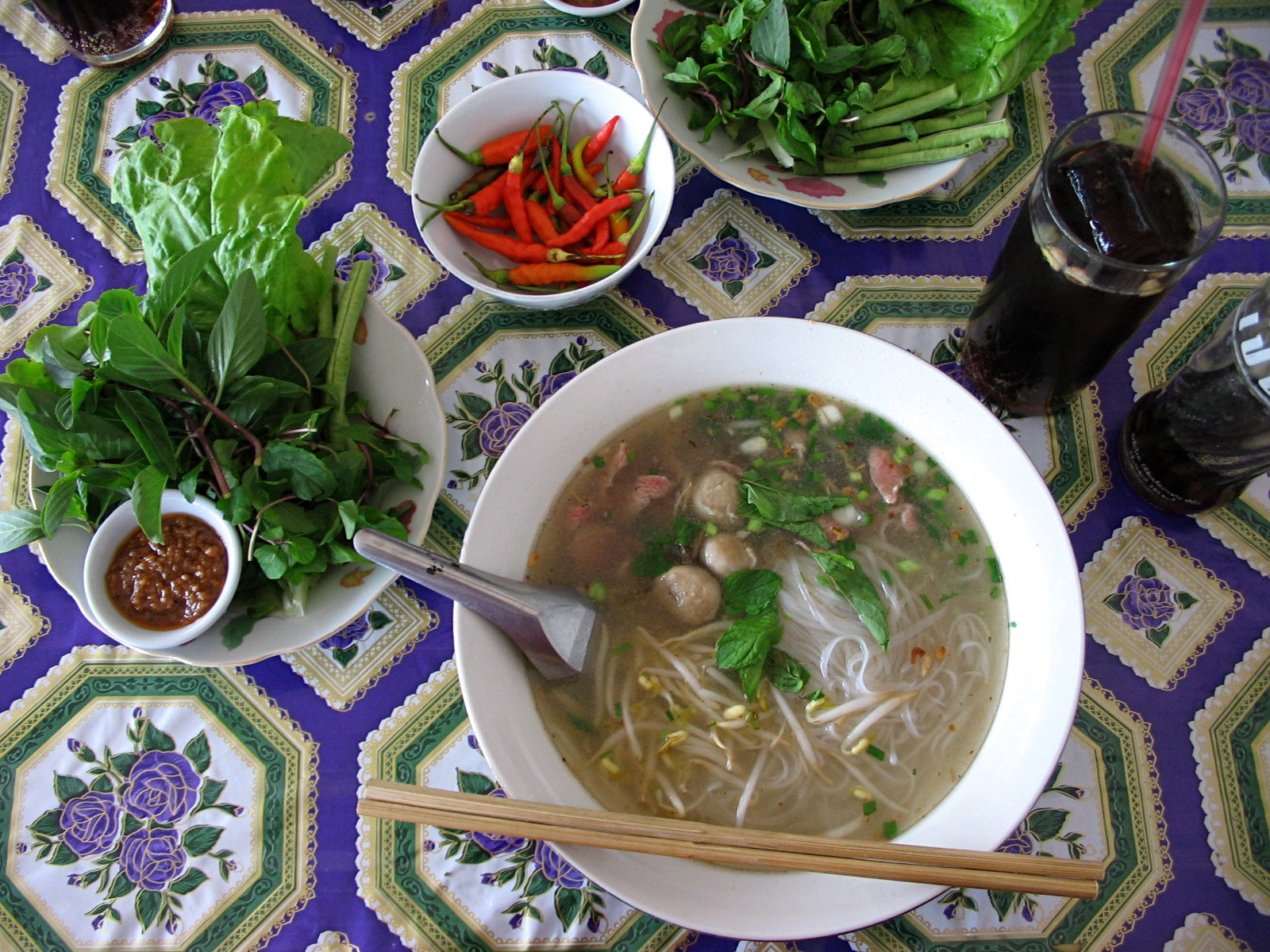
A sopa de fitas é um pequeno-almoço popular no Laos e em Macau.

## Variedades

### China e Ilha Formosa

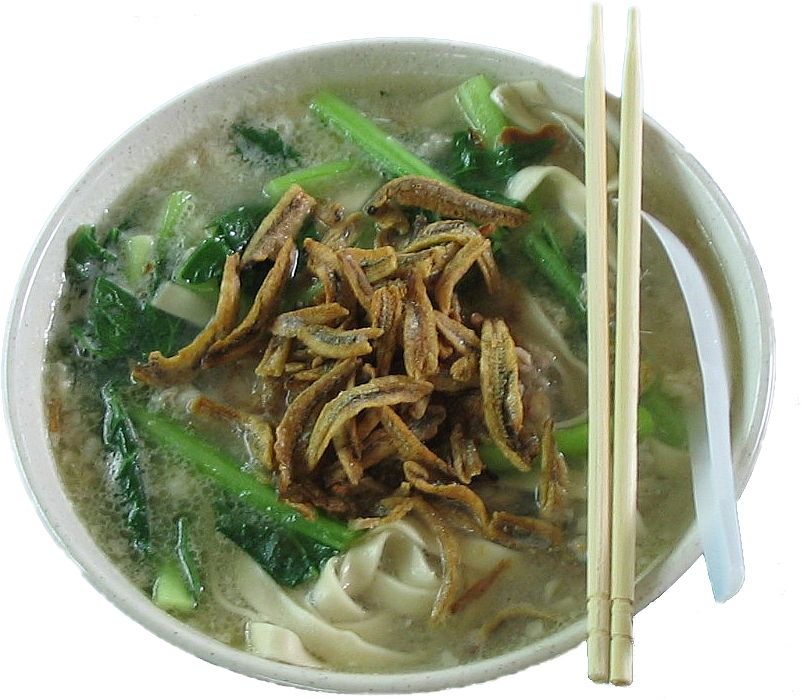
Ban mian.

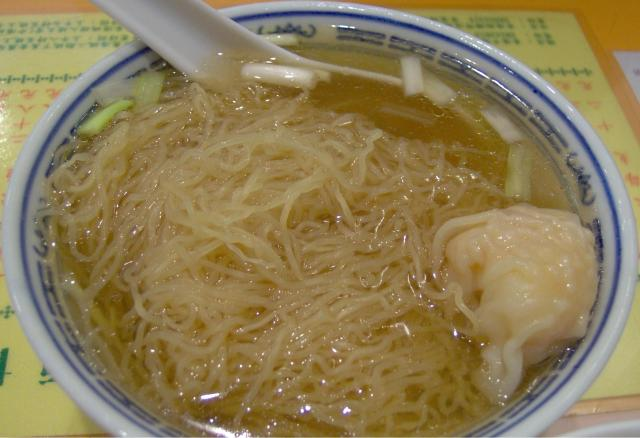
Sopa de fitas com van-tan.

Existe uma miríade de pratos de sopa de fitas com origem na China, sendo muitos deles consumidos ou adaptados em diversos países asiáticos.
- Sopa de fitas com vaca (牛肉麵) - fitas em caldo de carne de vaca, por vezes servida com um pedaço de carne de vaca estufada. É popular na Ilha Formosa.
- Ban mian (板面) - fitas de ovo, de forma achatada servidas num caldo.
- Fitas sobre a ponte（过桥米线） - uma taça de caldo de galinha com fitas de arroz cruas, carne, ovos crus e vegetais e flores à parte, que se adicionam ao caldo e se cozem à mesa. O caldo permanece quente devido a uma camada de óleo na topo da taça.

### Macau
Em Macau, os restaurantes especializados em sopa de fitas são denominados estabelecimentos de sopa de fitas. Existem inúmeros estabelecimentos de sopas de fitas espalhados por todo o território. A sopa de fitas é um pequeno-almoço popular entre os residentes, para além de um prato disponível a todas as horas. Há estabelecimentos de sopas de fitas abertos toda a noite, oferecendo uma vasta lista de variações de ingredientes.
- Sopa de fitas com caril - fitas num caldo temperado com caril, acompanhadas por pedaços de carne de vaca, vegetais ou outras carnes.
- Sopa de fitas com van-tan (雲吞麵 - wan4 tan1 min6) - fitas de ovo achatadas servidas num caldo, acompanhadas por van-tans (massinhas recheadas com carne e camarão).
- Sopa de lacassá - um prato macaense típico da culinária de Macau.

### Havai
- Saimin - fitas de trigo e ovo finas em caldo japonês dashi. Um prato híbrido popular, que reflecte as raízes multiculturais do Havai moderno. Inclui algas japonesas, bolinhos de peixe, lombo de porco assado à chinesa e linguiça portuguesa.

### Japão

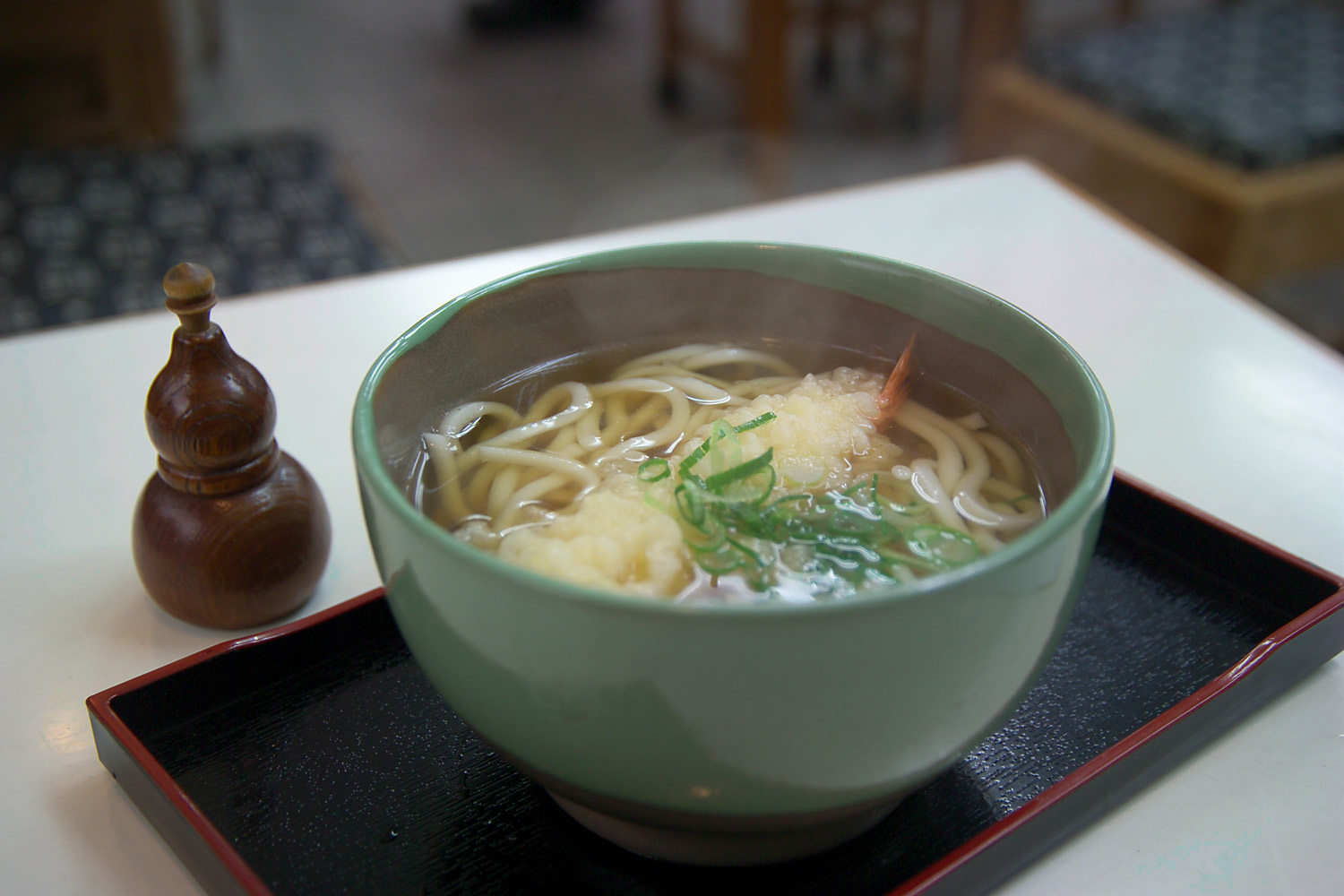
Udon com tempura.

- As sopas de fitas tradicionais japonesas são servidas num caldo quente de soja-dashi e guarnecidas com alho-francês cortado em pedaços. Pode ser acompanhado em cima por tempura ou tofu frito.
  - Soba (そば) - fitas finas e castanhas. Também conhecida por Nihon-soba.
  - Udon (うどん)- fitas de trigo grossas servidas com diversas coberturas, normalmente num caldo picante de soja-dashi ou, também por vezes, numa sopa de caril japonês.
- As fitas de trigo de influência chinesa, servidas em caldo de carne ou galinha, tornaram-se muito populares nos últimos 100 anos.
  - Ramen (ラーメン)- fitas amarelas e finas servidas em caldo de galinha ou porco quente, temperadas com soja e miso, com diversas coberturas tais como porco, picles de rebentos de bambu, algas ou ovo cozido.
  - Champon - fitas amarelas de espessura média servidas com diversos frutos do mar e vegetais, num caldo quente de galinha, com origem em Nagasáqui, como comida barata para estudantes.
- Okinawa soba (沖縄そば) - fitas grossas de trigo servidas, em Okinawa, num caldo quente com porco cozido no vapor, fatias de bolo de peixe, picles de gengibre e algas picantes.

### Coreia
- Ramyeon(라면) - sopa de fitas da Coreia do Sul, servida nas ruas, feita de fitas instantâneas, com coberturas adicionadas pelos vendedores. Nos anos 60, as fitas instantâneas foram introduzidas na Coreia do Sul através do Japão. A sua preparação rápida e fácil, assim como o preço baixo, assegurou a adesão das pessoas. É tipicamente muito condimentada e picante.
- Naengmyon - fitas escuras e compridas em caldo frio de carne de vaca, com cebolas, pepino em juliana, ovo cozido cortado ao meio e pedaços de pêra. É popular nos Verões húmidos da Coreia.

### Indonésia

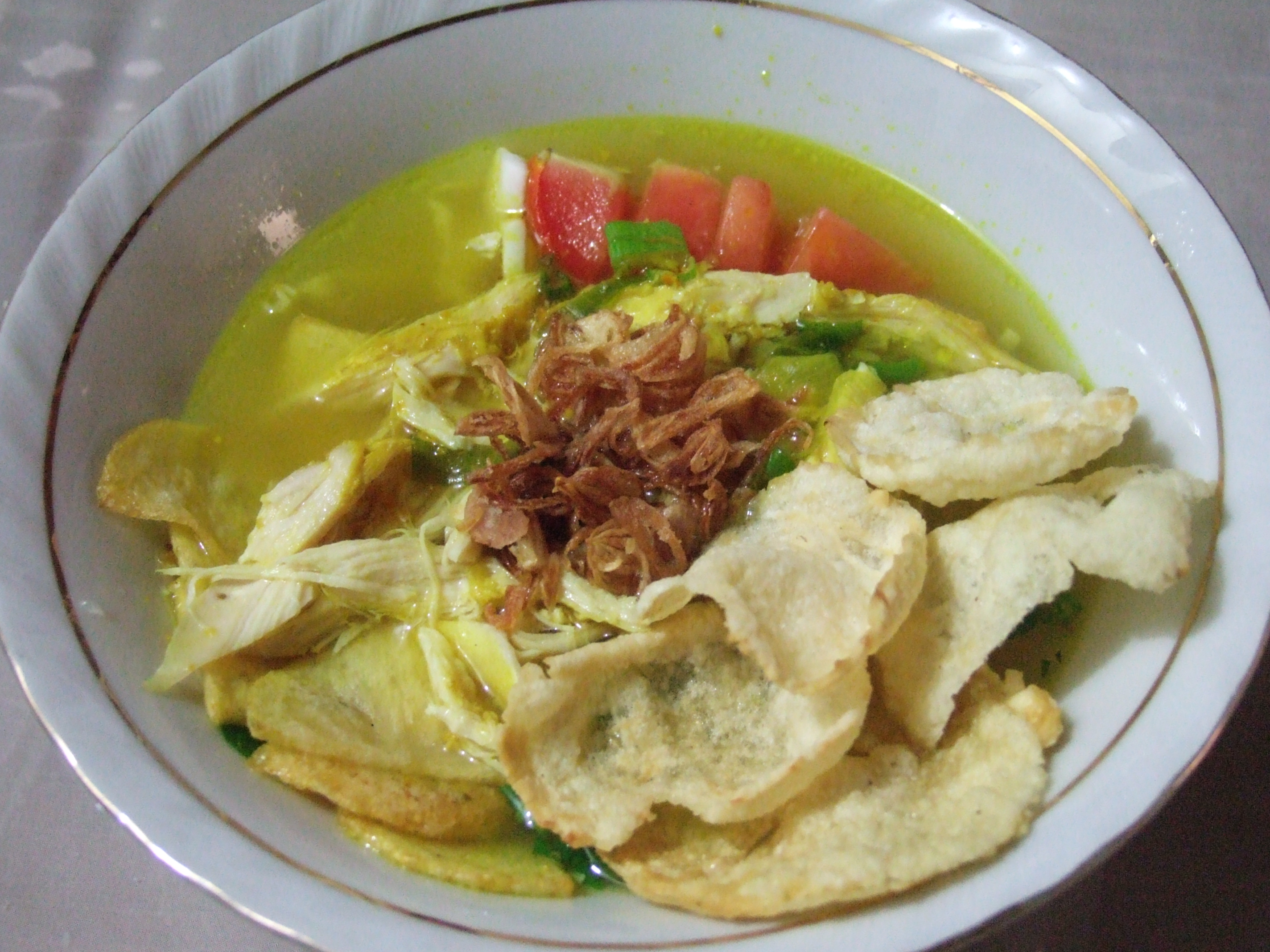
Soto ayam.

- Mie ayam - macarrão de frango indonésio.
- Soto ayam - sopa de galinha condimentada com fitas finas de arroz, servida com ovos cozidos, rodelas de batata fritas, folhas de aipo e chalotas fritas.

### Malásia e Singapura
- Hae mee (虾面; pinyin: xiāmiàn), ou "fitas de camarão" - fitas de ovo servidas num caldo escuro de sabor forte com camarões, pedaços de porco, pedaços de bolos de peixe e rebentos de feijão, cobertos com chalotas fritas e cebola. O caldo é feito com camarões secos, cabeças de camarão, pimenta branca, alho e outras especiarias. Tradicionalmente, são adicionados pequenos cubos de toucinho de porco frito, mas este hábito tem-se vindo a perder devido a preocupações com a saúde.
- Laksa de caril - fitas de arroz numa sopa de coco e caril, cobertas com camarões ou galinha, rebentos de feijão, tofu e bolo de peixe. É possível adicionar também ovo cozido. Popular em Singapura.
- Assam laksa - fitas de arroz numa sopa ácida de peixe. Pode ser complementada com peixe desfiado, pepino, cebola crua, ananás, malaguetas e hortelã. Existem variações reginais na Malásia.

### Birmânia
- Mohinga - conhecido com o prato nacional da Birmânia. Consiste essencialmente de fitas numa sopa rica e condimentada de peixe. Os ingredientes incluem peixe ou molho de camarão, peixe salgado, limão, banana, gengibre, pimenta, cebola, farinha de arroz, farinha de grão-de-bico, malaguetas e óleo.
- Oun no hkauk swè - fitas de trigo num caldo de galinha e coco, guarnecida com chalota finas, fritos de arroz estaladiços, molho de peixe, malaguetas em pó e um pouco de sumo de limão ou lima.
- Kya zan hinga - fitas translúcidas em caldo de galinha com cogumelos, feijão, camarão, alho, pimenta e, por vezes, almôndegas de peixe.

### Filipinas
- La Paz Batchoy - uma sopa de fitas, guarnecida com carne de porco, torresmos, vegetais cortados e um ovo cru em cima.

### Tailândia
As sopas de fitas tailandeses são populares nas ruas, cantinas e locais de restauração. As fitas são servidas em caldo de galinha, com carne, almôndegas de peixe ou folhas de coentros em cima. Os comensais adaptam o sabor ao seu gosto pessoal com açúcar, molho de peixe, malaguetas secas e malaguetas em vinagre, que se encontram nas mesas. Ao contrário da maior parte da comida tailandesa, as fitas são consumidas com pauzinhos.
- Ba mii naam (บะหมี่น้ำ) - sopa fitas de ovo e trigo, com carne picada de porco.
- Kuitiaw naam (ก๋วยเตี๋ยว น้ำ) - sopa de fitas de arroz.
- Gaeng Jued Wunsen  (แกงจืด วุ้นเส้น) - sopa de fitas translúcidas.

### Vietname

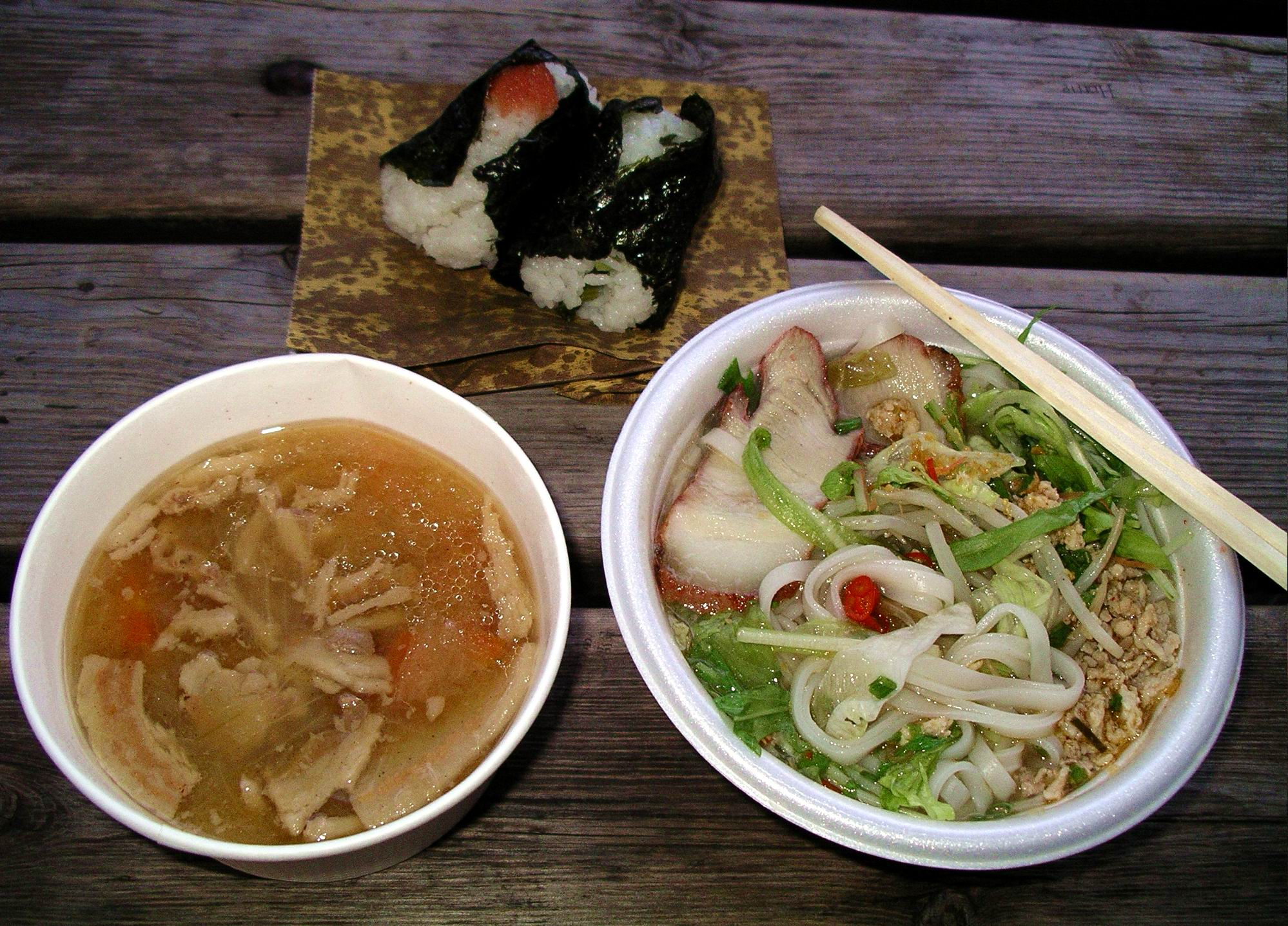
Phở.

- Phở - fitas brancas de arroz em caldo de carne de vaca, com tiras de carne de vaca, guarnecidas com cebolas, coentros e hortelã. Num prato separado, são fornecidos manjericão, lima ou limão, rebentos de feijão e malaguetas.
- Miến - sopa de fitas translúcidas finas feitas com folhas de canna, uma planta da família Cannaceae. Pode incluir galinha e rebentos de bambu, assim como enguia ou caranguejo.
- Bún - fitas de arroz. Integram a maior parte dos pratos de fitas populares no Vietname. Se o diâmetro da fita for maior que o dos pauzinhos, deve ser chamada Banh canh.
- Banh canh - fitas redondas e grossas, semelhantes ao Udon japonês. Podem ser feitas de arroz ou de tapioca. A Banh canh ca é uma fita famosa por incluir peixe .
- Mì - fitas de trigo brancas ou amarelas. Podem ser grossas e pequenas como no caso de Mi quang ou finas e longas como Mi xa xiu.
- Hu tieu - fitas de arroz finas, semelhantes à laksa e à kuyteav do Cambodja.